# Summicron

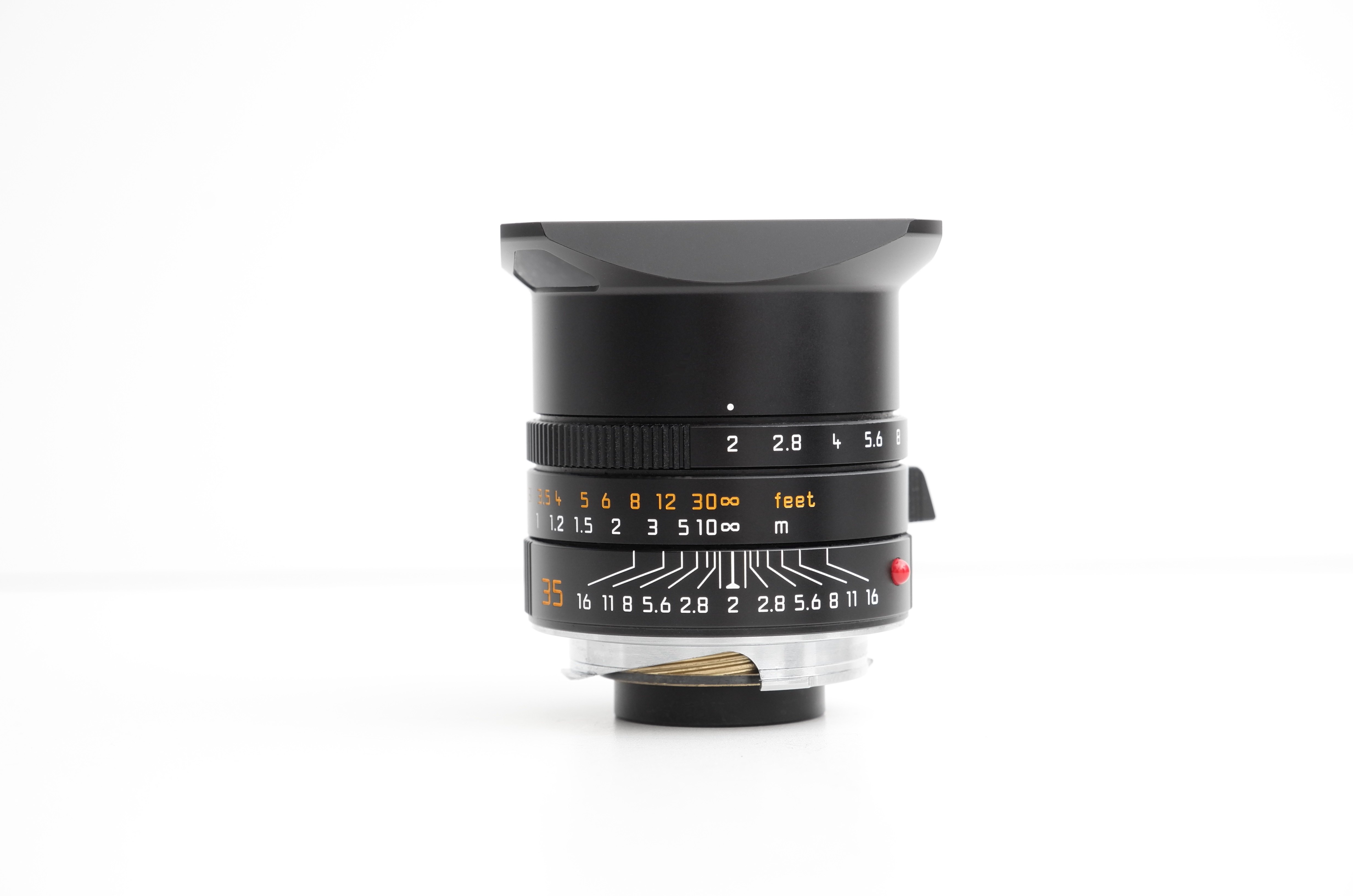
Leica Summicron-M 35mm 2.0 ASPH. (Asphérique)

Le nom Summicron est utilisé par la marque Leica pour désigner des objectifs dont l'ouverture maximale est de ƒ/2. La gamme a été lancée en 1953, un an avant la sortie du M3. Elle est, en 2024, toujours fabriquée.

## Origine du nom
Les origines exactes du nom sont à moitié connues. La première partie, "Summi", fait référence au Latin summit, qui signifie "sommet".
Cependant, pour la seconde partie, "cron", deux explications existent : la première et plus souvent relayée explique que ce terme proviendrait d'une dérivation du nom du fournisseur de verre pour les objectifs Summicron : "Crown" qui serait devenu "cron". D'autres expliquent que le nom viendrait de "chroma", ce qui ferait référence au rendu des couleurs de ces objectifs.

## Évolution

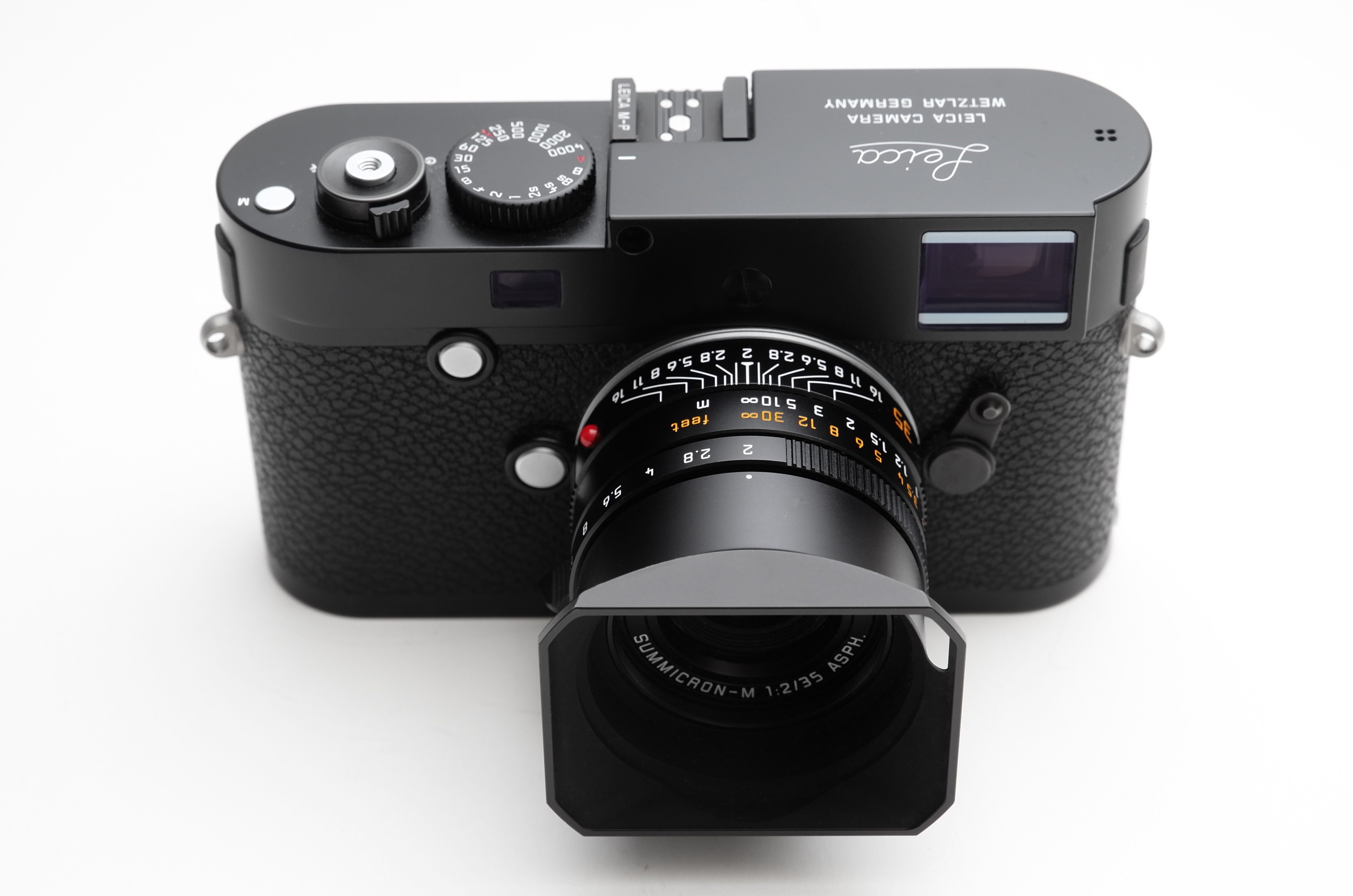
Leica M-P (Typ 240) avec un Summicron-M 35mm 2 ASPH.

Originellement conçue pour la monture M, la gamme Summicron a su s'adapter aux évolutions de la marque. À l'instar de la gamme Summilux, les objectifs Summicron se retrouvent aussi utilisés sur d'autres montures que la M. On retrouve par exemple des objectifs Summicron pour la monture SL ou bien encore pour la monture S.

## Sur le marché
Les Summicron, souvent dénommés "'Cron", sont dans le segment de milieu de gamme de chez Leica. Malgré un prix qui s'élève souvent à plus de 2 000€ pour un modèle "d'entrée de gamme", ceux-ci se placent dans la partie basse des prix que Leica pratique.
Ce prix relativement élevé se justifie par deux éléments : une qualité de construction supérieure, avec des optiques montées à la main, et une rareté relativement élevée par rapport à des objectifs fabriqués en grande série, comme ceux que l'on pourrait retrouver chez Nikon ou Canon, par exemple.
Les Summicron se situent en-dessous des gammes Noctilux et Summilux, mais au-dessus des Summarit, Elmarit et Elmar, qui sont des objectifs à plus petite ouverture.

## Liste des optiques Summicron

### Pour la monture M
- Summicron-M 28mm ƒ/2 ASPH.
- Summicron-M 35mm ƒ/2
- Summicron-M 35mm ƒ/2 ASPH.
- APO-Summicron-M 35mm ƒ/2 ASPH.
- Summicron-C 40mm ƒ/2
- Summicron-M 50mm ƒ/2